# Женуйак (Шаранта)
Женуйа́к (фр. Genouillac) — коммуна во Франции, находится в регионе Пуату — Шаранта. Департамент — Шаранта. Входит в состав кантона Сен-Кло. Округ коммуны — Конфолан.
Код INSEE коммуны — 16149.

## География
Коммуна расположена приблизительно в 360 км к югу от Парижа, в 85 км южнее Пуатье, в 40 км к северо-востоку от Ангулема.
Большую часть территории коммуны занимают леса, луга используются для выпаса крупного рогатого скота, в основном коров породы лимузен.

## Население
Население коммуны на 2008 год составляло 588 человек.
| 1962 | 1968 | 1975 | 1982 | 1990 | 1999 | 2008 |
| ---- | ---- | ---- | ---- | ---- | ---- | ---- |
| 914  | 900  | 863  | 715  | 574  | 575  | 588  |

## Экономика
В 2007 году среди 342 человек в трудоспособном возрасте (15—64 лет) 256 были экономически активными, 86 — неактивными (показатель активности — 74,9 %, в 1999 году было 65,0 %). Из 256 активных работали 222 человека (136 мужчин и 86 женщин), безработных было 34 (15 мужчин и 19 женщин). Среди 86 неактивных 22 человека были учениками или студентами, 25 — пенсионерами, 39 были неактивными по другим причинам.

## Фотогалерея
- Церковь Сен-Марсьяль
- Карта коммуны